# Europa Cup (mannenhandbal) 1991/92
De European Champions Cup 1991/92 was de tweeëndertigste editie van de hoogste handbalcompetitie voor clubs in Europa.

## Procedure
Door de val van het communisme is er veel veranderingen binnen de deelnemende team van de European Champions Cup:
- Kroatië: Kroatische onafhankelijkheid vindt plaats op 25 juni 1991 na het uiteenvallen van Joegoslavië . Het team van Badel 1862 Zagreb speelde voor het eerst onder de vlag van Kroatië op januari 1992. Badel 1862 Zagreb kwalificeerde zich voor de European Champions Cup 1991/92 als als kampioen van Joegoslavië. Pas in 1993 werd Kroatië lid van de EHF.
- Duitsland: De hereniging van Duitsland vond plaats op 3 oktober 1990. De clubs van het voormalige Oost-Duitsland en van het voormalige West-Duitsland spelen vanaf dit jaar onder dezelfde vlag van het herenigd Duitsland. Doordat Duitsland onder één vlag speelt kreeg Duitsland ook maar één ticket voor de European Champions Cup. Om te bepalen wie die kreeg werd er een finale tussen de landskampioenen van Oost en West-Duitsland gehouden voor die ticket. VfL Gummersbach kampioenen West-Duitsland nam het op tegen SC Magdeburg, landkampioen van Oost-Duitsland. Deze werd gewonnen door Gummersbach (18-15 en 14-16).

## Deelnemers
| Eerste ronde | Eerste ronde |
| --- | --- |
| - HC Herstal: Kampioen van België - CSKA Sofia: Kampioen van Bulgarije - SPE Strovolos Nicosie: Kampioen van Cyprus - Kolding IF: Kampioen van Denemarken - VfL Gummersbach: Kampioen van Duitsland - Kyndil Tórshavn: Kampioen van Faeröer - USAM Nîmes 30: Kampioen van Frankrijk - BK-46 Karis: Kampioen van Finland - AS Fílippos Véria: Kampioen van Griekenland - Elektromos SE: Kampioen van Hongarije - Valur Reykjavík: Kampioen van IJsland - Hapoel Rishon LeZion: Kampioen van Israël - SSV Forst Brixen: Kampioen van Italië | - Red Boys Differdange: Kampioen van Luxemburg - E&O Emmen: Kampioen van Nederland - Sandefjord TIF: Kampioen van Noorwegen - UHK Volksbank Wenen: Kampioen van Oostenrijk - GSK Wybrzeże Gdańsk: Kampioen van Polen - ABC Braga: Kampioen van Portugal - CSU PM Timișoara: Kampioen van Roemenië - TEKA Santander: Nummer 2 van Spanje - Dukla Praag: Kampioen van Tsjecho-Slowakije - Tryst 77 HC: Kampioen van Verenigd Koninkrijk - HK Drott: Kampioen van Zweden - Grasshoppers Club Zürich: Kampioen van Zwitserland |
| Tweede ronde | |
| - Badel 1862 Zagreb: Kampioen van Joegoslavië - FC Barcelona: kampioen van Spanje | - SKIF Krasnodar: Kampioen van de Sovjet-Unie - Eskişehir ETİ Bisküvi: Kampioen van Turkije |

## Voorronde

### Eerste ronde
| Team 1                | Score    | Team 2                   | 1       | 2       |
| --------------------- | -------- | ------------------------ | ------- | ------- |
| CSKA Sofia            | 42 - 49  | Dukla Praag              | 26 - 21 | 16 - 28 |
| Sandefjord TIF        | 48 - 38  | GSK Wybrzeże Gdańsk      | 27 - 20 | 21 - 18 |
| HC Herstal            | 41 - 45  | Grasshoppers Club Zürich | 19 - 19 | 22 - 26 |
| BK-46 Karis           | 41 - 46  | Kolding IF               | 23 - 21 | 18 - 25 |
| E&O Emmen             | 41 - 49  | USAM Nîmes 30            | 20 - 24 | 21 - 25 |
| CSU PM Timișoara      | 52 - 48  | AS Fílippos Véria        | 25 - 20 | 27 - 28 |
| Red Boys Differdange  | 37 - 53  | Hapoel Rishon LeZion     | 16 - 29 | 21 - 24 |
| HK Drott              | 51 - 55  | Valur Reykjavík          | 24 - 27 | 27 - 28 |
| UHK Volksbank Wenen   | 101 - 35 | Tryst 77 HC              | 50 - 17 | 51 - 18 |
| VfL Gummersbach       | 47 - 36  | SSV Forst Brixen         | 26 - 18 | 21 - 18 |
| SPE Strovolos Nicosie | 35 - 76  | Elektromos SE            | 17 - 33 | 18 - 43 |
| ABC Braga             | 37 - 42  | TEKA Santander           | 20 - 17 | 17 - 27 |

### Tweede ronde
| Team 1                | Score   | Team 2                   | 1       | 2       |
| --------------------- | ------- | ------------------------ | ------- | ------- |
| Badel 1862 Zagreb     | 54 – 48 | Dukla Praag              | 29 – 17 | 25 – 31 |
| Sandefjord TIF        | 46 – 49 | SKIF Krasnodar           | 24 – 20 | 22 – 29 |
| Kolding IF            | 46 – 46 | Grasshoppers Club Zürich | 23 – 17 | 23 – 29 |
| CSU PM Timișoara      | 32 – 41 | USAM Nîmes 30            | 17 – 18 | 15 – 23 |
| Valur Reykjavík       | 52 – 48 | Hapoel Rishon LeZion     | 25 – 20 | 27 – 28 |
| VfL Gummersbach       | 36 – 39 | Elektromos SE            | 21 – 15 | 15 – 24 |
| Eskişehir ETİ Bisküvi | 47 – 60 | TEKA Santander           | 30 – 28 | 17 – 32 |
| UHK Volksbank Wenen   | 37 – 55 | FC Barcelona             | 19 – 24 | 18 – 31 |

## Hoofdronde

### Kwartfinale
| Team 1            | Score   | Team 2         | 1       | 2       |
| ----------------- | ------- | -------------- | ------- | ------- |
| Badel 1862 Zagreb | 50 – 44 | SKIF Krasnodar | 29 – 24 | 21 – 20 |
| Kolding IF        | 49 – 46 | USAM Nîmes 30  | 25 – 23 | 24 – 23 |
| Valur Reykjavík   | 34 – 50 | FC Barcelona   | 19 – 23 | 15 – 27 |
| TEKA Santander    | 58 – 42 | Elektromos SE  | 30 – 18 | 28 – 24 |

### Halve finale
| Team 1            | Score   | Team 2       | 1       | 2       |
| ----------------- | ------- | ------------ | ------- | ------- |
| Badel 1862 Zagreb | 46 – 43 | Kolding IF   | 26 – 17 | 20 – 26 |
| TEKA Santander    | 38 – 37 | FC Barcelona | 14 – 14 | 24 – 23 |

Note: Door Kroatische Onafhankelijkheidsoorlogin speelt het team van Badel 1862 Zagreb op neutraal terrein. Tijdens de halve finale spelen ze in Göppingen, Duitsland.

### Finale
| Datums            | Team 1            | Score   | Team 2            | Locatie           |
| ----------------- | ----------------- | ------- | ----------------- | ----------------- |
| 5 mei 1991        | Badel 1862 Zagreb | 22 – 20 | TEKA Santander    | Graz, Oostenrijk  |
| 19 mei 1991       | TEKA Santander    | 18 – 28 | Badel 1862 Zagreb | Santander, Spanje |
| Totaal            |                   |         |                   |                   |
| Badel 1862 Zagreb | Badel 1862 Zagreb | 50 – 38 | TEKA Santander    | TEKA Santander    |

Note: Door Kroatische Onafhankelijkheidsoorlogin speelt het team van Badel 1862 Zagreb op neutraal terrein. Tijdens de halve finale spelen ze in Graz, Oostenrijk.
|                   |
|                   |
| Badel 1862 Zagreb |
| 1ste titel        |